# Charles Guérin (peintre)
Pour les articles homonymes, voir Charles Guérin et Guérin.
Charles-François-Prosper Guérin, né le 21 février 1875 à Sens et mort le 19 mars 1939 à Paris 11e, est un peintre et lithographe français.

## Biographie
Fils de Pierre Guérin, banquier à Sens, et de Marthe Apolline Hédiard, Charles-François-Prosper Guérin étudie auprès de Gustave Moreau à l'École des beaux-arts de Paris où il se lie à Georges d'Espagnat. Guérin appartient au courant postimpressionniste. 
Il expose pour la première fois au Salon des artistes français en 1896, deux huiles sur toile et deux lithographies en couleurs, inspirées de thèmes religieux. L'année suivante, il rejoint la Société nationale des beaux-arts et expose dans leur salon deux peintures et quatre lithographies, principalement des portraits. Par la suite, devenu membre de cette société, il expose régulièrement à ce salon : en 1898, il montre un vitrail représentant Salomé ainsi qu'une composition sur bois intitulée Promeneurs dans un jardin, laquelle est destinée à la décoration d'un pavillon de l'hôpital Broca. Au salon d'Automne de 1904, dont il est membre fondateur, il expose pas moins de dix peintures. Il devient entre-temps, en 1901, membre du comité des Artistes indépendants. En 1913, il fait partie des peintres français exposés à New York lors de l'« Armory Show ».
Guérin est mobilisé durant la Première Guerre mondiale d'août 1914 à mars 1919, stationné entre autres à Dunkerque. Le 19 février 1919, il est nommé par le ministère de l'Instruction publique, et sous le parrainage de Frantz Jourdain, chevalier de la Légion d'honneur.
À l'occasion d'une exposition[Quand ?] aux Grafton Galleries à Londres, Huntly Le Charretier a écrit de son travail : « Un autre spectateur sera attiré par la prodigalité audacieuse de C. Guerin, qui montre comment les couleurs primaires les plus fortes peuvent être utilisées. Et dont le travail a une valeur décorative que les peintures vaseuses et incolores de nos jours ne possèdent pas. Cette exposition, peu connue dans l'histoire de l'art, était un précurseur important de l'exposition postimpressionniste tenue en novembre de cette même année[réf. souhaitée]. »
Le 12 décembre 1932 il est nommé officier de la Légion d'honneur.
Professeur de peinture durant près de vingt ans à l'Académie de la Grande Chaumière, il termine sa carrière chef de l'atelier de peinture de la Grande Masse des beaux-arts de 1937 à 1939 à l'École nationale supérieure des beaux-arts.
Il meurt à Paris 11e le 19 mars 1939.

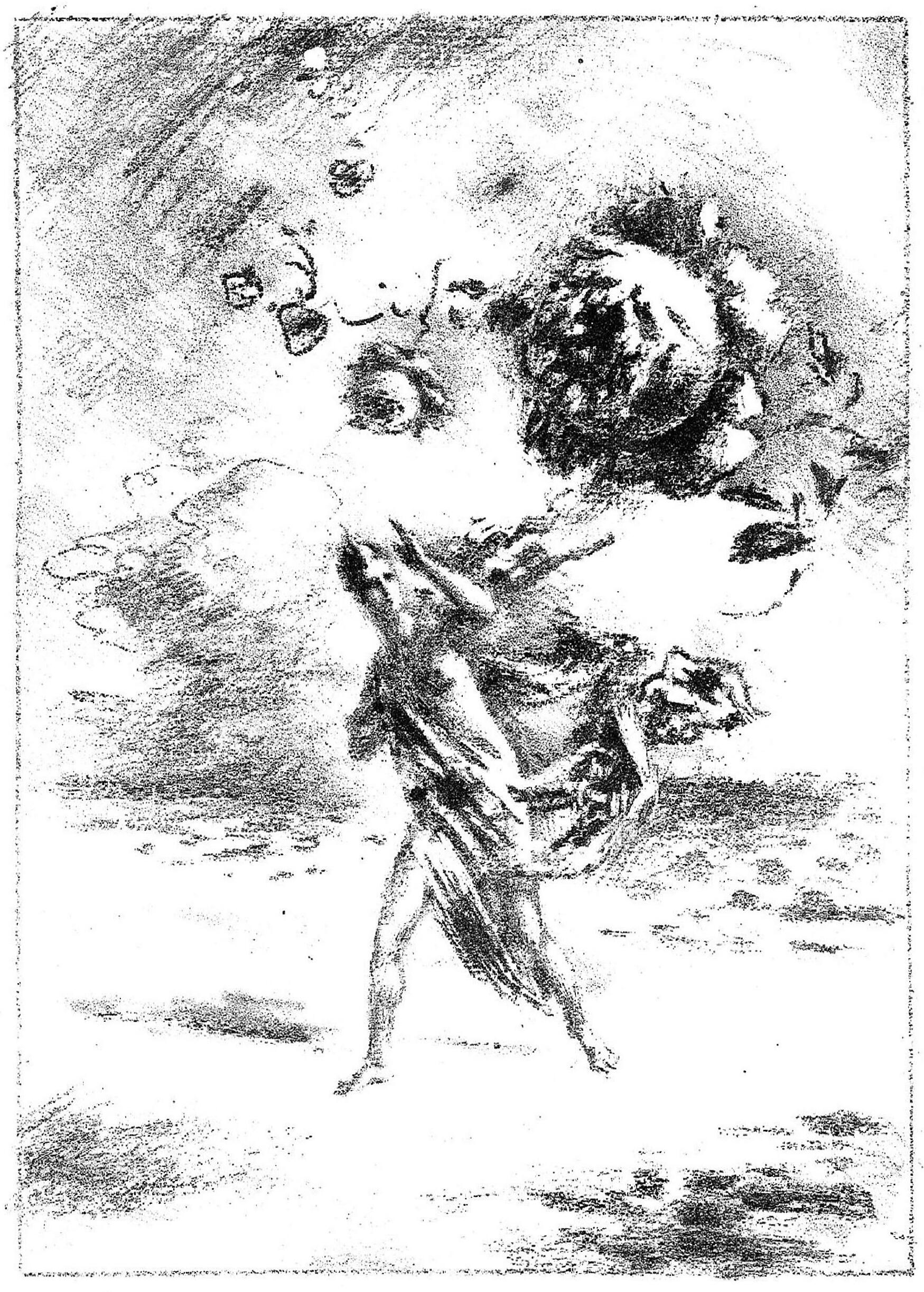
Illustration du poème Les Roses de Saâdi de Marceline Desbordes-Valmore

Lithographe en couleurs, il produit des compositions dans le goût du XVIIIe siècle. Quelques œuvres sont publiées dans des revues, comme L'Artiste (1897), La Revue de l'art (1921). Il a, par ailleurs, illustré quelques ouvrages de bibliophilie, dont les Fêtes galantes de Paul Verlaine dans une édition de 1913 comportant 31 lithographies, et XII Élégies (Wikisource) de Marceline Desbordes-Valmore.

## Œuvre

### Dessins
- Carte postale artistique pour la Collection des cent
- XII Élégies de Marceline Desbordes-Valmore, illustrations par Charles Guérin, Lyon, Le Cercle lyonnais du livre, 1925    (Wikisource)

### Peintures

#### Conservation
- Beauvais, musée de l'Oise : Deux élégantes, s.d., dessin, 13,5 × 10,2 cm[11].
- Paris, Centre Pompidou : Portrait de Charles-Louis Philippe, 1903, huile sur bois, 33 × 24 cm[12].
- Paris, musée d'Orsay : Nu de jeune femme, dit aussi Modèle assis, vers 1906, huile sur toile, 55 × 46 cm[13].
- Roubaix, La Piscine : La Liseuse, s.d., huile sur toile, 72 × 62 cm[14].
- Sens, musée municipal : Narcisse, 1896, gravure[15].
- Saint-Pétersbourg, musée de l'Ermitage : Femme nu au chapeau, 1907, huile sur toile, 116 × 89 cm.

## Galerie

Quelques œuvres de Charles-François-Prosper Guérin
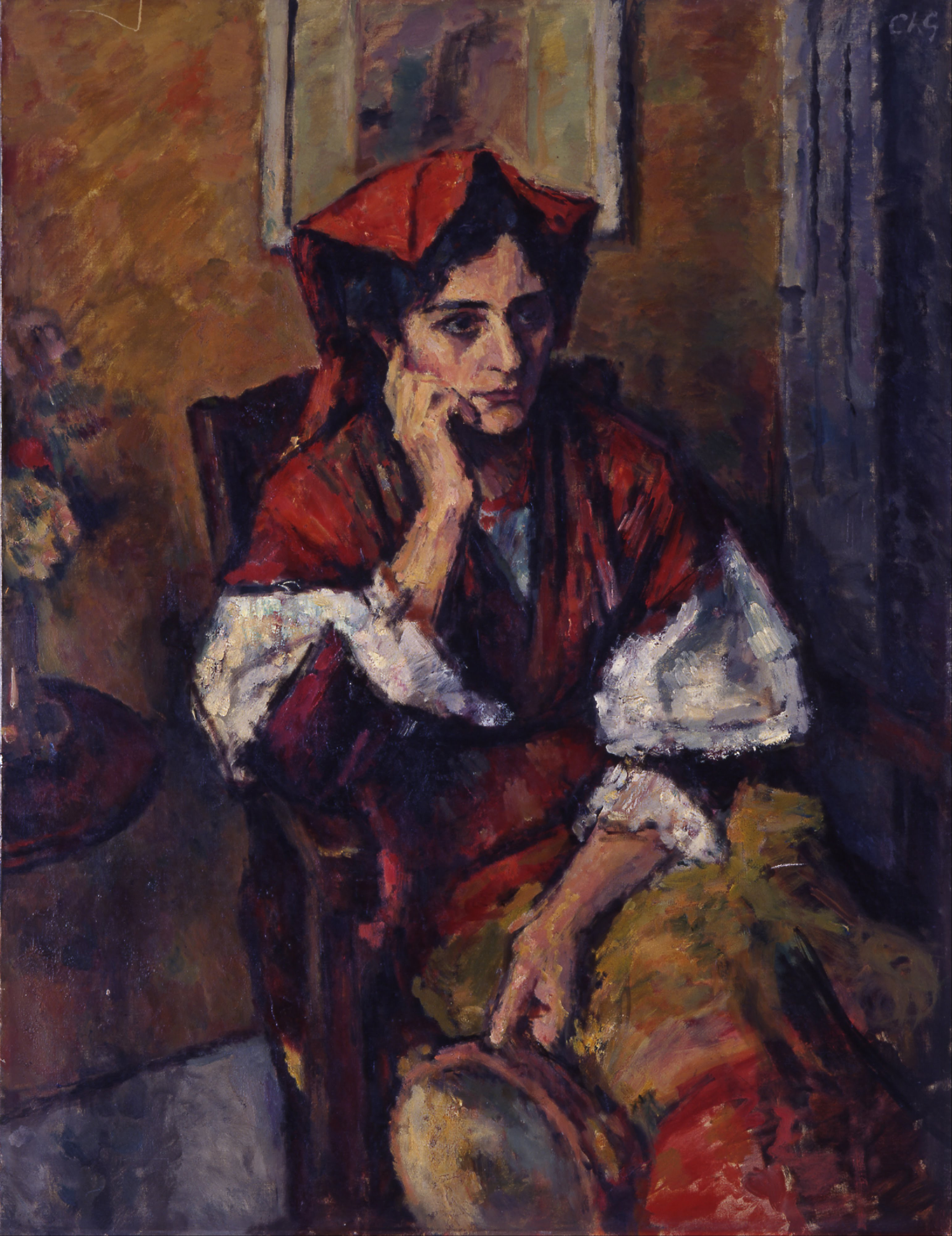
Italienne au tambourin (1911-1914), Kurashiki, musée d'art Ohara (Japon).
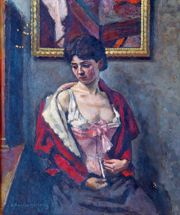
Une femme (1906)
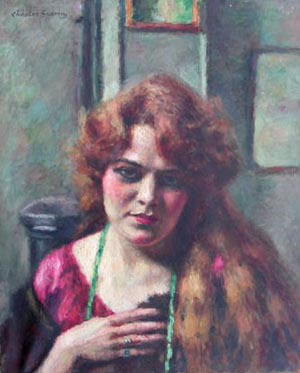
La Femme moderne, œuvre non sourcée.[réf. nécessaire]
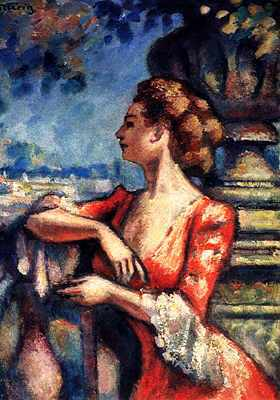
Espérance, œuvre non sourcée.[réf. nécessaire]

## Autres expositions notables
- Exposition d'art Français contemporain au Japon en 1914

## Élèves
- Paul Charlemagne
- Raymond Dendeville
- Jean Dreyfus-Stern
- Jean Even
- Blanche Lazzell (1878-1956), américaine, élève en 1912